# Islamour

Islamour est un film marocain réalisé par Saâd Chraïbi, sorti en mai 2008 au Maroc.

## Synopsis
Une famille maroco–américaine, ayant vécu 25 ans aux États-Unis, est obligée de les quitter après les attentats du 11 septembre 2001. Le retour au pays pose le problème du regard de l'Occident sur la culture arabo-musulmane et d'un conflit familial qui oppose modernité et traditions, à partir des positions de deux générations qui oscillent entre solidarité et éclatement.

## Fiche technique
- Titre : Islamour
- Réalisation : Saâd Chraïbi
- Scénario : Fatema Loukili, Saâd Chraïbi
- Directeur de la photographie : David Golia
- Ingénieur de son: Fawzi Thabet
- Montage: Laila Dinar, Catherine Poitevin
- Montage Son: Mustapha El Moussaoui
- Musique: Younes Megri
- Pays d'origine : Maroc
- Format : Couleurs
- Durée : 95 minutes
- Date de sortie : 7 mai 2008 (Maroc)

## Distribution
- Hakim Noury
- Anne Macina
- Souad Amidou
- Iman Reghay
- Hassan Skalli
- Éric Cuvelier